# Тюркем
Тюрке́м (фр. Turckheim), также Туркгейм, — коммуна на северо-востоке Франции в регионе Гранд-Эст (бывший Эльзас — Шампань — Арденны — Лотарингия), департамент Верхний Рейн, округ Кольмар — Рибовилле, кантон Вендзенем. Входит в винодельческий регион Эльзаса. До марта 2015 года коммуна в составе кантона Вендзенем административно входила в округ Кольмар.

## История
Тюркем существовал уже в эпоху римлян. Когда германские племена перебирались через Рейн на территорию Римской Империи, племя тюрингов оседло здесь. В раннем средневековье Тюркем принадлежал частично аббатству Мюнстер, частично Холандсбергу. В 1312 году Тюркем стал имперским городом, а в 1354 году он получил статус города и присоединился к эльзасскому союзу десяти городов. Три башни с воротами и укрепление были построены в этот период. По Вестфальскому миру французская корона получила габсбургские владения в Эльзасе и в дальнейшем предпринимала попытки завладеть городами союза. В 1675 году армия императора и армия Великого курфюрста под командованием Тюренна сошлись в битве перед воротами Тюркема. Город был разграблен.
С 1871 по 1918 год и с 1940 по 1944 год город принадлежал Германской империи (Эльзас-Лотарингия).
Площадь коммуны — 16,46 км², население — 3714 человек (2006) с тенденцией к стабилизации: 3723 человека (2012), плотность населения — 226,2 чел/км².

## Население
Численность населения коммуны в 2011 году составляла 3731 человек, а в 2012 году — 3723 человека.
| 1962 | 1968 | 1975 | 1982 | 1990 | 1999 | 2006 | 2007 | 2008 | 2011 | 2012 |
| ---- | ---- | ---- | ---- | ---- | ---- | ---- | ---- | ---- | ---- | ---- |
| 3028 | 3028 | 3609 | 3510 | 3567 | 3594 | 3714 | 3731 | 3719 | 3731 | 3723 |

Динамика населения:

## Экономика
В прежние времена важную роль в экономике коммуны играли текстильная промышленность и производство бумаги, однако в настоящее время основной статьёй дохода является туризм.
В 2010 году из 2316 человек трудоспособного возраста (от 15 до 64 лет) 1766 были экономически активными, 550 — неактивными (показатель активности 76,3 %, в 1999 году — 71,8 %). Из 1766 активных трудоспособных жителей работал 1591 человек (803 мужчины и 788 женщин), 175 числились безработными (97 мужчин и 78 женщин). Среди 550 трудоспособных неактивных граждан 150 были учениками либо студентами, 253 — пенсионерами, а ещё 147 — были неактивны в силу других причин.
На протяжении 2011 года в коммуне числилось 1698 облагаемых налогом домохозяйств, в которых проживало 3696,5 человек. При этом медиана доходов составила 22839 евро на одного налогоплательщика.

## Достопримечательности (фотогалерея)

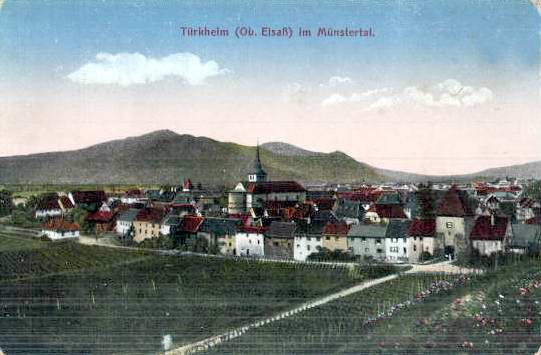
Вид на коммуну (1900)
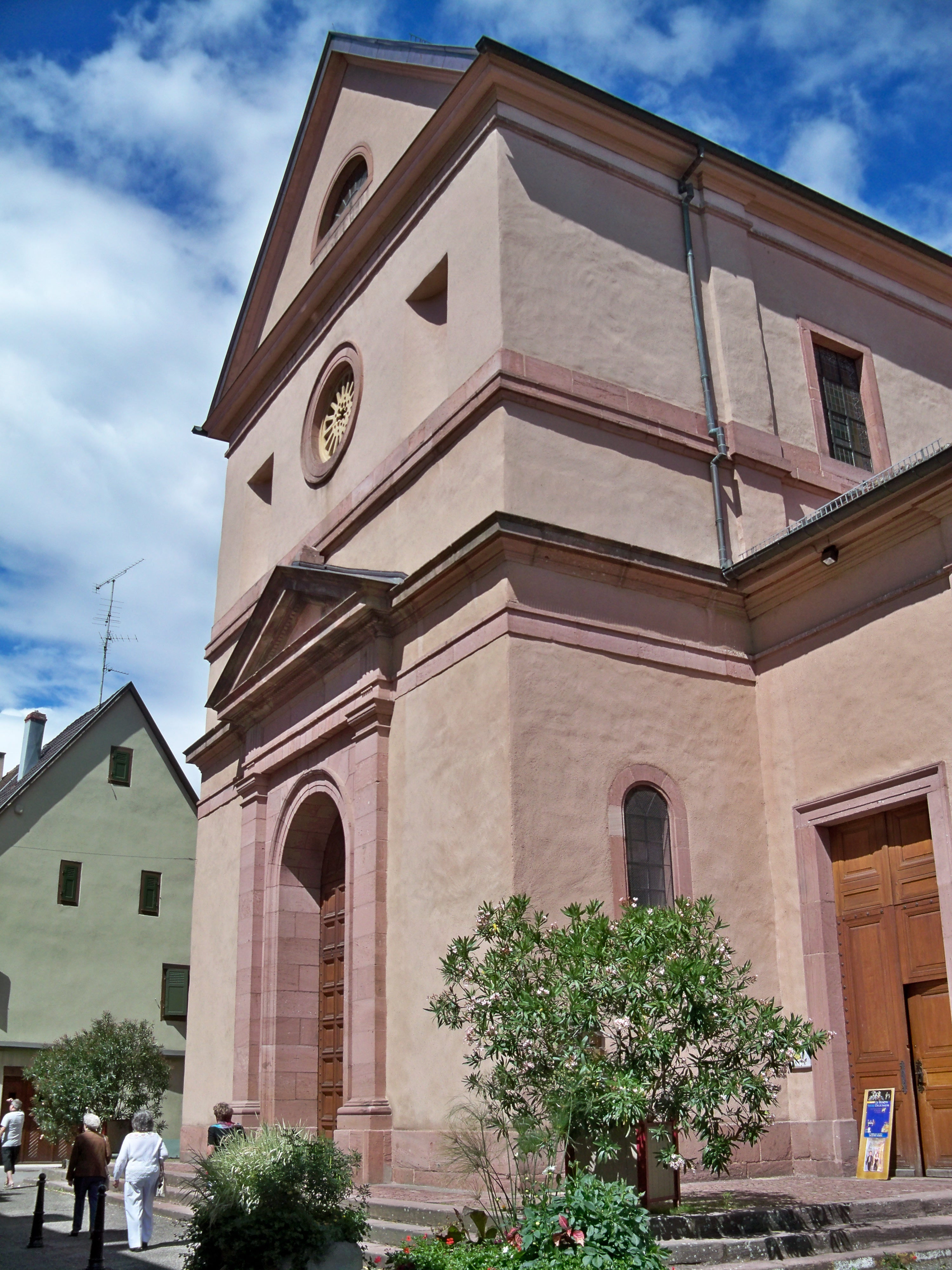
Фасад церкви Святой Анны
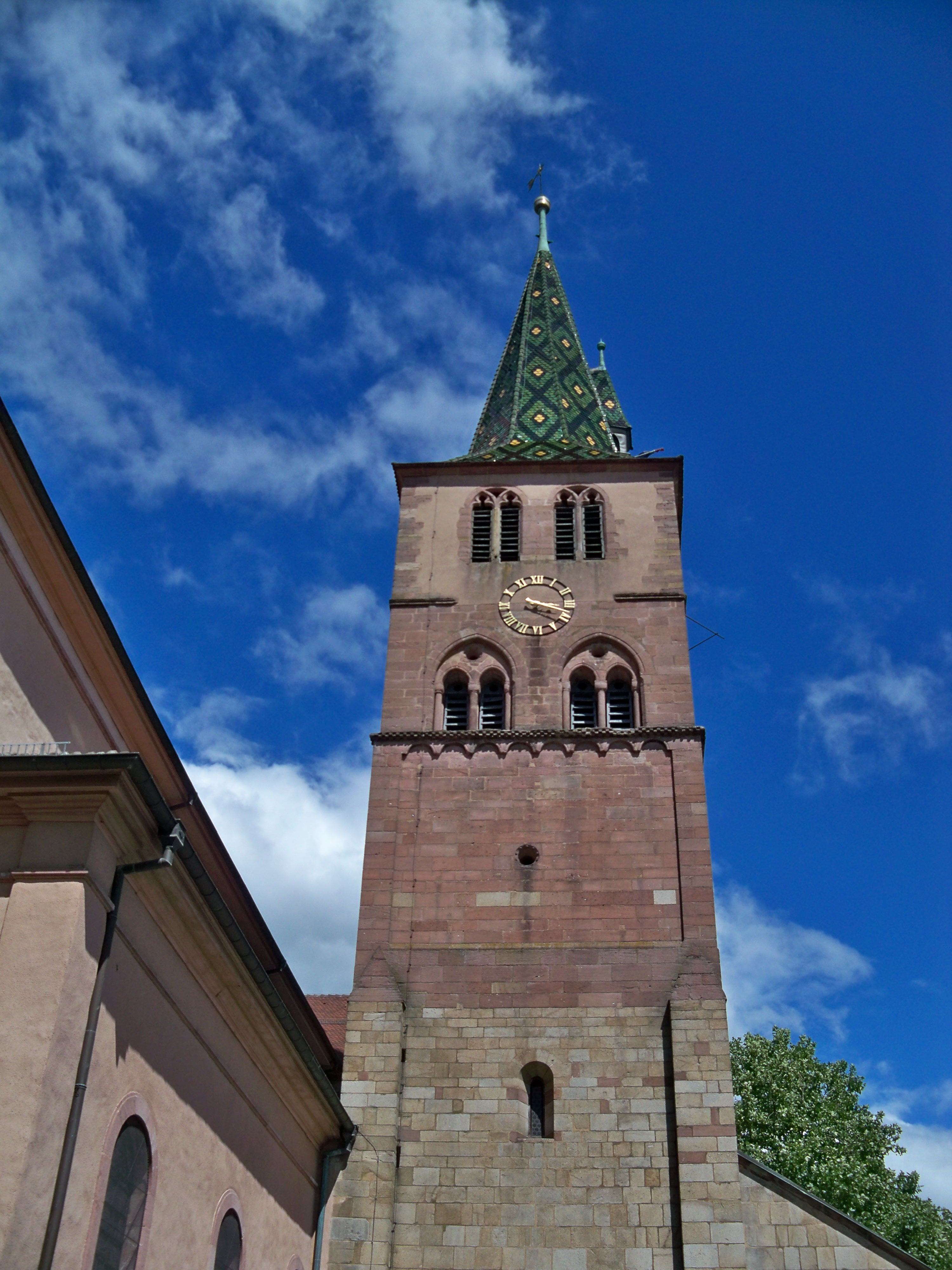
Колокольня с часами
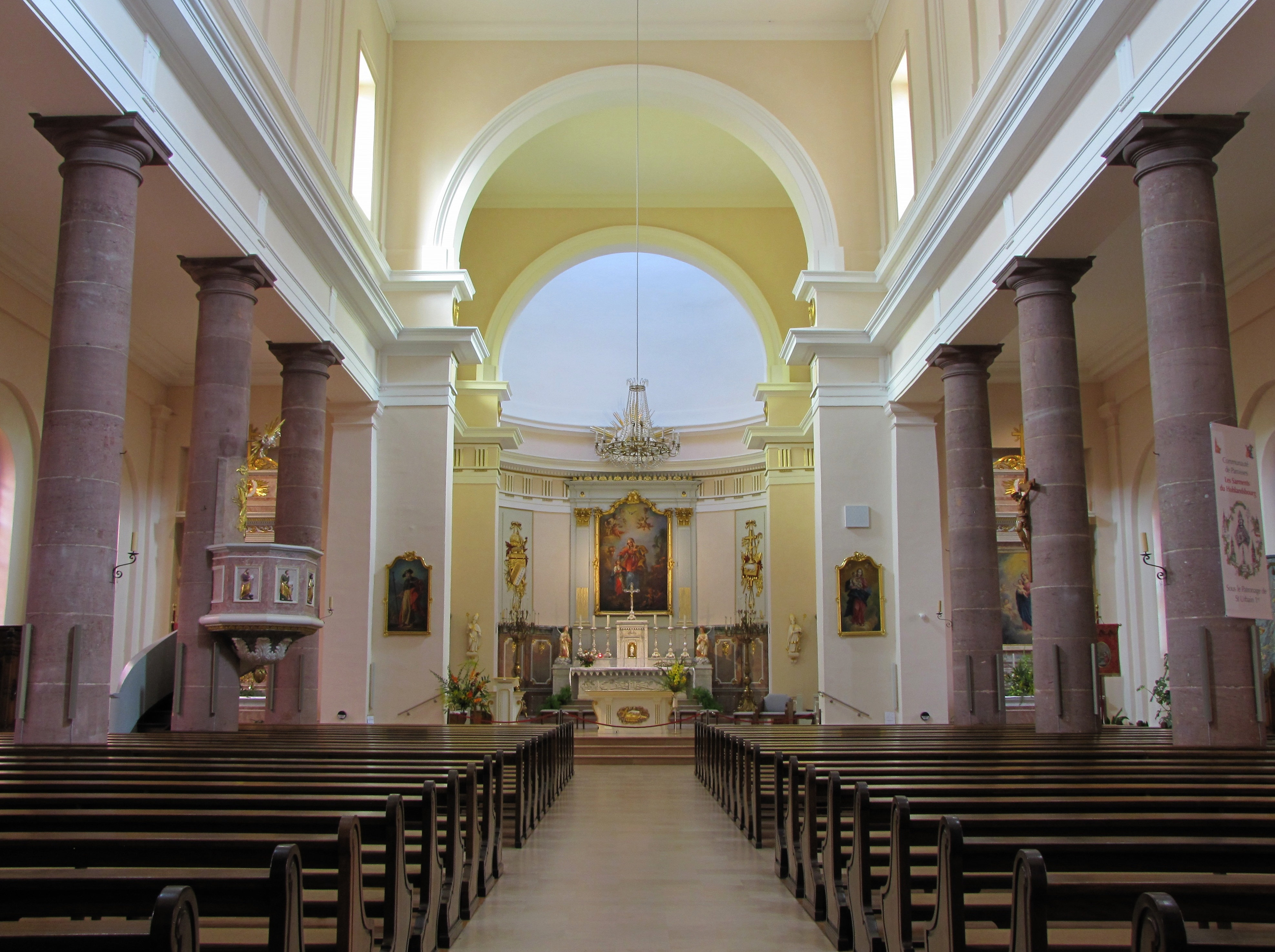
Интерьер
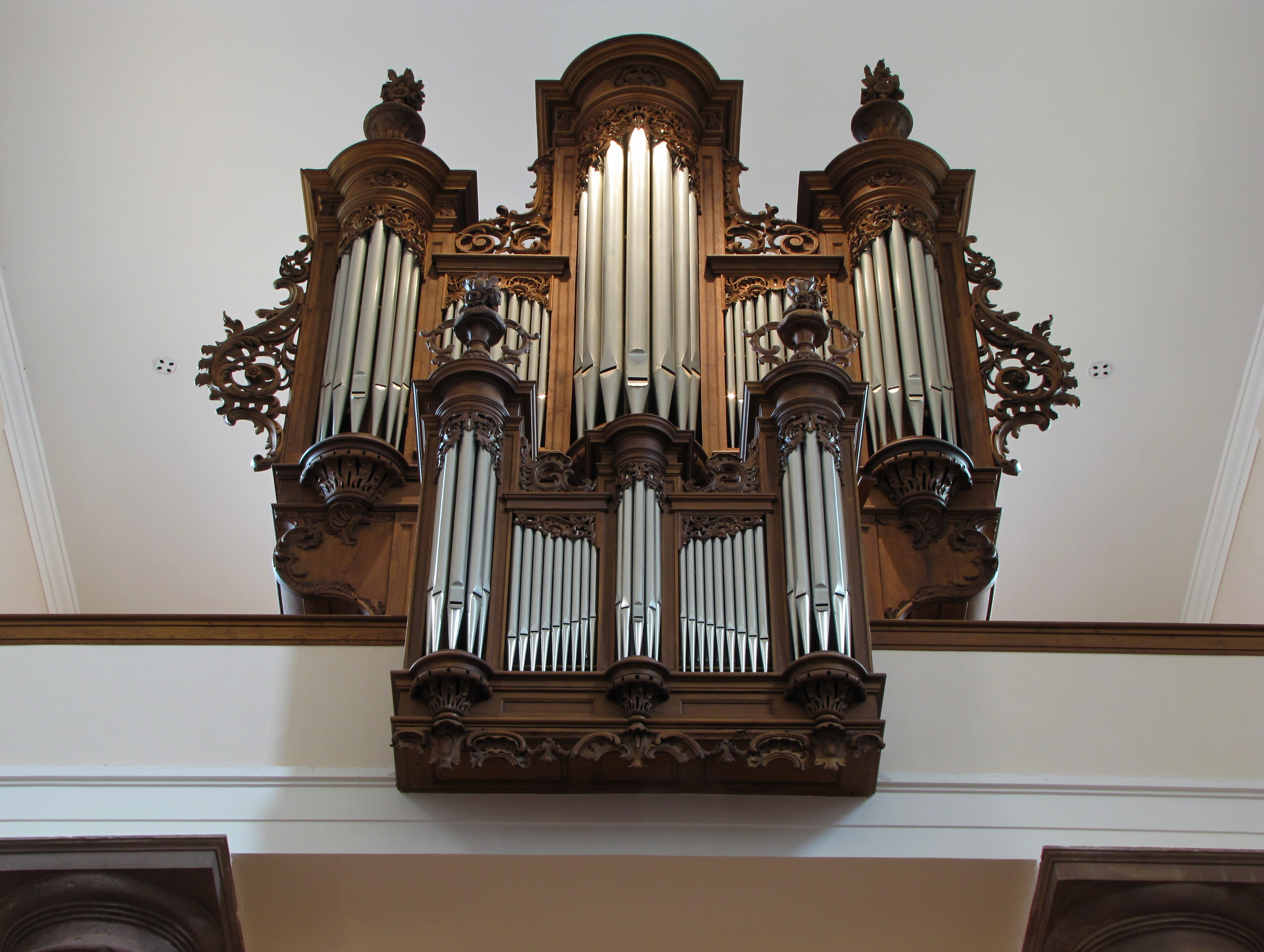
Орган
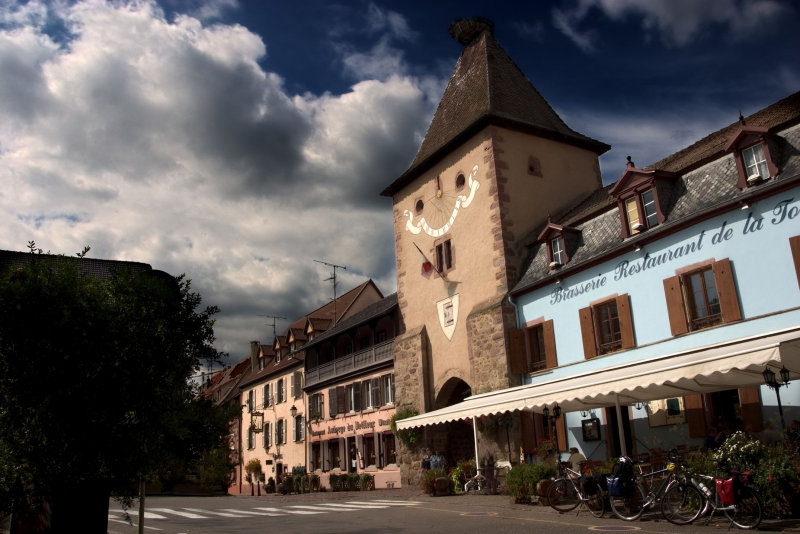
Средневековые ворота
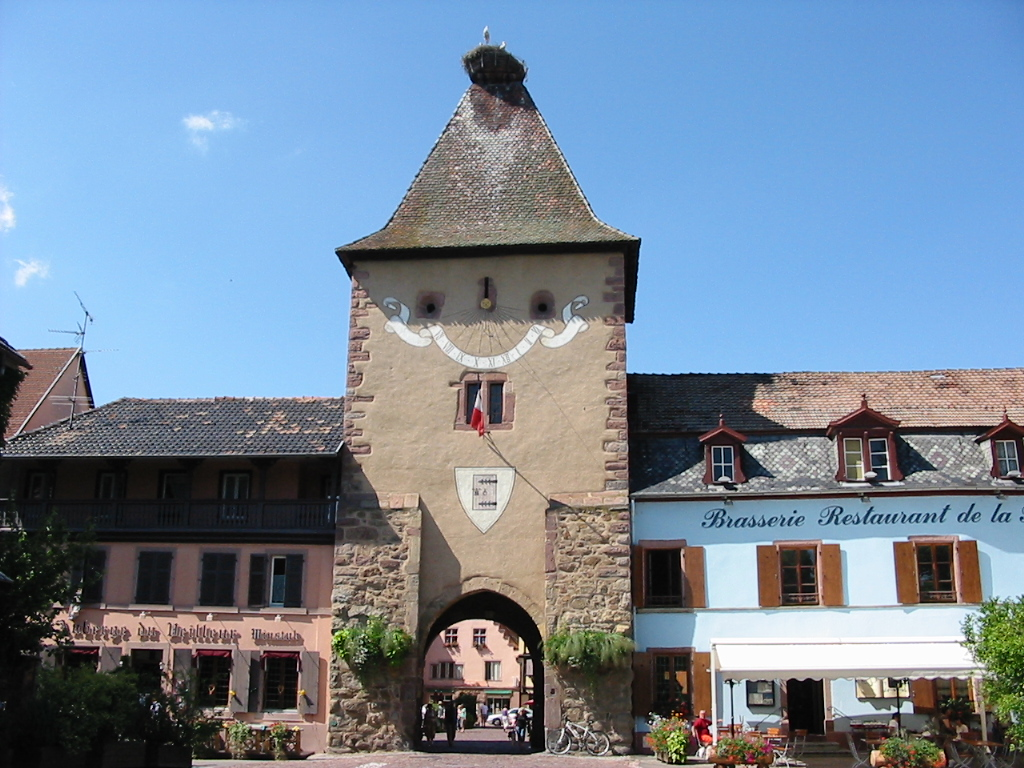
Средневековые ворота
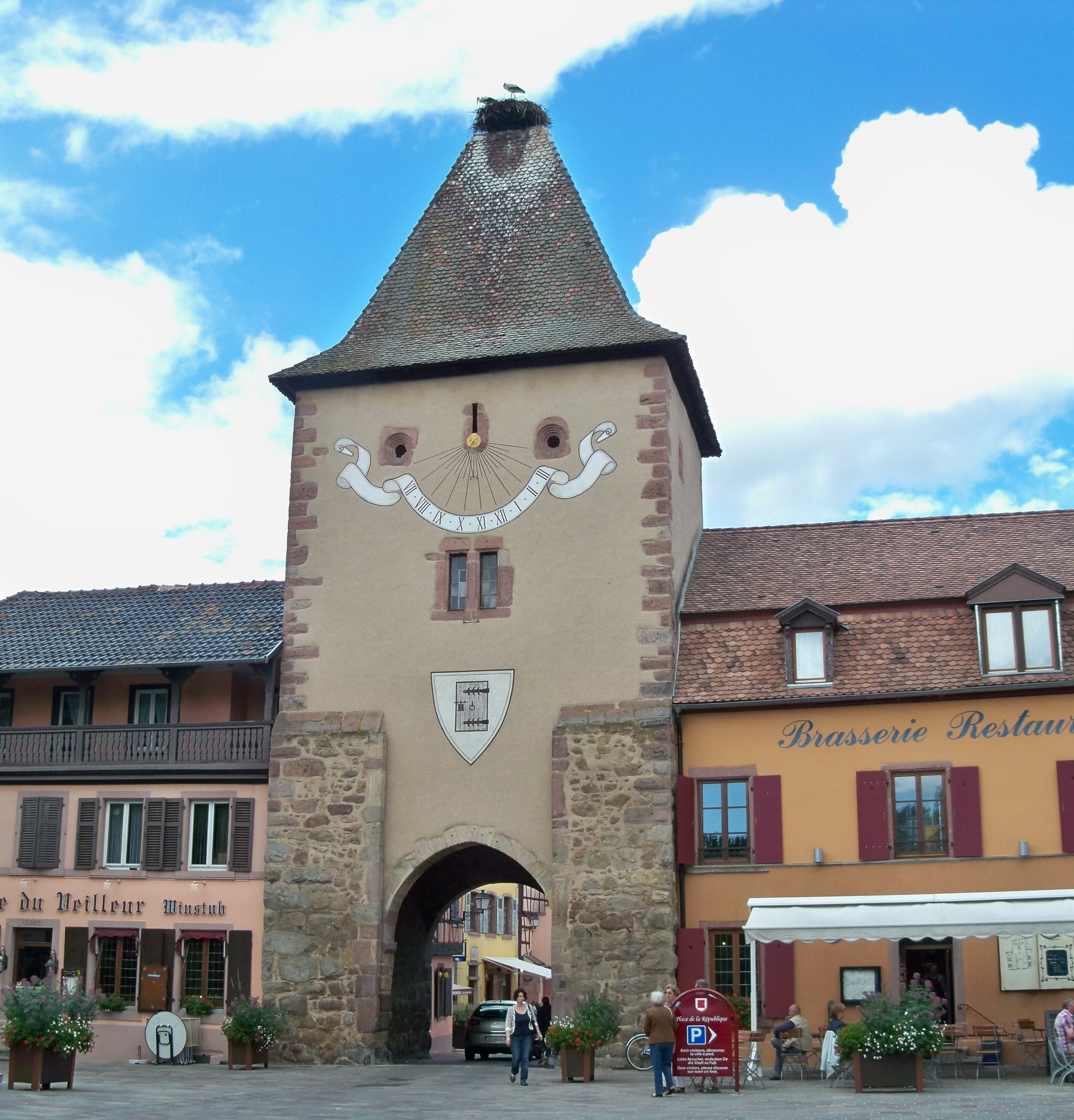
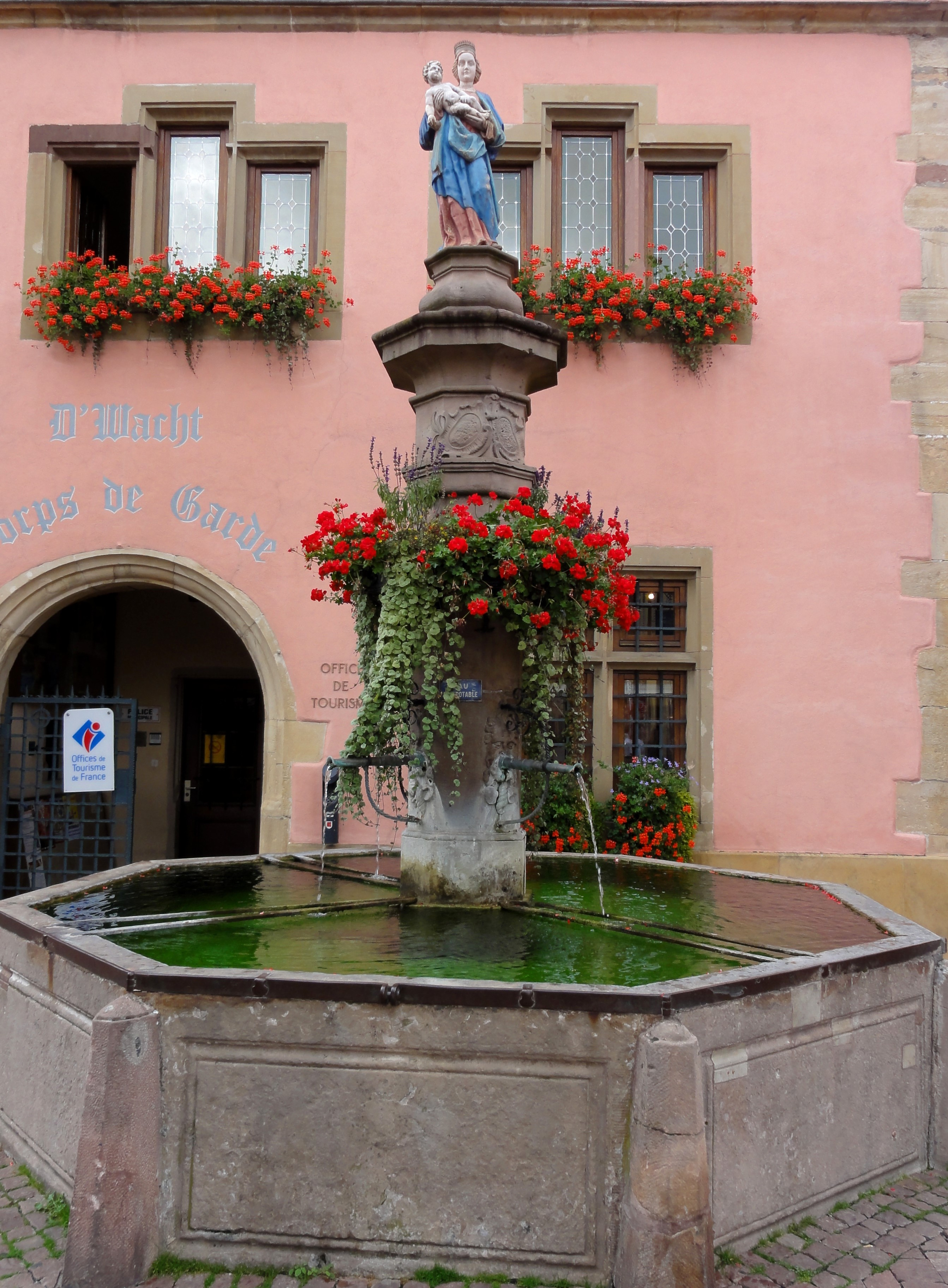
Фонтан (XVIII век)